# Samoa américaines aux Jeux olympiques d'été de 2016
Les Samoa américaines participent aux Jeux olympiques d'été de 2016 à Rio de Janeiro, au Brésil. Il s'agit de sa 8e participation aux Jeux olympiques d'été.

## Athlétisme
| Athlète       | Épreuve      | Séries  | Séries | Quart de finale | Quart de finale | Demi-finales  | Demi-finales  | Finale        | Finale        |
| Athlète       | Épreuve      | Temps   | Rang   | Temps           | Rang            | Temps         | Rang          | Temps         | Rang          |
| ------------- | ------------ | ------- | ------ | --------------- | --------------- | ------------- | ------------- | ------------- | ------------- |
| Isaac Silafau | 100 m hommes | 11 s 51 | 5e     | Eliminé         | Eliminé         | Eliminé       | Eliminé       | Eliminé       | Eliminé       |
| Jordan Mageo  | 100 m femmes | 13 s 72 | 6e     | Non qualifiée   | Non qualifiée   | Non qualifiée | Non qualifiée | Non qualifiée | Non qualifiée |

## Judo
| Athlète             | Compétition           | 1er tour            | 2e tour                         | 3e tour             | Quart de finale     | Demi-finale         | Repêchage 1         | Repêchage 2         | Finale              | Rang    |
| Athlète             | Compétition           | Adversaire Résultat | Adversaire Résultat             | Adversaire Résultat | Adversaire Résultat | Adversaire Résultat | Adversaire Résultat | Adversaire Résultat | Adversaire Résultat | Rang    |
| ------------------- | --------------------- | ------------------- | ------------------------------- | ------------------- | ------------------- | ------------------- | ------------------- | ------------------- | ------------------- | ------- |
| Benjamin Waterhouse | Moins de 73 kg hommes | exempt              | battu par Repiyallage 000 - 101 | Éliminé             | Éliminé             | Éliminé             | Éliminé             | Éliminé             | Éliminé             | Éliminé |

## Haltérophilie
| Athlète             | Compétition   | Arraché  | Arraché | Épaulé-jeté | Épaulé-jeté | Total | Rang    |
| Athlète             | Compétition   | Résultat | Rang    | Résultat    | Rang        | Total | Rang    |
| ------------------- | ------------- | -------- | ------- | ----------- | ----------- | ----- | ------- |
| Tanumafili Jungblut | -94 kg hommes | 141      | Abandon | -           | -           | -     | Abandon |